# Грушвиця Перша
Гру́швиця Пе́рша — село у Великоомелянській сільській громаді  в Україні, у Рівненському районі Рівненської області. За даними перепису населення 2001 року в селі мешкало 940 осіб.
Село лежить в південно-західній частині району, з 2019 року входить до складу Великоомелянської сільської громади. Від села Грушвиця до міста Рівне — 18 км, до міста Здолбунів — 25,4 км, до міста Дубно — 29,4 км. Село розташоване за 2,5 км від міжнародної автомагістралі E40 (М06) Краків — Перемишль — Львів — Рівне — Житомир — Київ.

## Назва
Назва Грушвиця за кінцевим «иця» відходить до ряду Бережниця, Бійниця, Мощаниця, у яких переважно символізувалась специфіка місцевості, процеси, наслідки суспільної діяльності. З цих міркувань допустимо Грушвицю вважати похідною від первісного наймення урочища Грушва в значенні «місце, де ростуть дикі груші». Така Грушва, як в словах моква, мушва, була виразником чогось негативного, надмірно збільшеного. Можливо, первісно назву Грушва мала тутешня річка, яка за окремими довідниками іменується Грушвиця. Тоді напрошується ідея «річка в заростях груш».
Народне тлумачення Грушвиці різне. Кажуть, що тут, де городище, давним-давно уся висота була покрита лісом, на окраїнах якого залягали густі зарості низькорослої дикої груші, де облюбували собі місце зайці. Мисливці, які сюди підпливали, побувавши тут, нарікали: «Якби не та колюча грушва, то мали б мішки зайців». Так поступово за цим місцем утвердилась назва Колюча грушва, а згодом — Грушва, Грушвиця. Інша оповідь визнає заснування Грушвиці в урочищі Грушвець, де росли груші.
Назва Грушвиця також зустрічається у Волинській області:
- Річка Грушвиця — права притока Стиру, протікає в межах Ківерцівського та Маневицького районів[3].
- Гора Грушвиця — піщане підвищення на правому березі річки Стохід поблизу села Черськ[4].

## Історія[5]

### Заснування
Околиці Грушвиці заселені здавна. Тут знайдено знаряддя доби бронзи, в 2011 році археолог Олексій Златогорський виявив культурний шар Мілоградської культури ранньозалізної доби. На території села розташовані залишки староруського городища Х — ХІ століття. Знайдені також предмети раннього Середньовіччя. Допускають, що в надріччі могли колись існувати укріплені осади, самобутні осередки різних старовинних деревообробних промислів. Найдавніші вісті про Грушвицю (Першу) маємо від 1565 року. Тоді сатиївська княгиня віддає «имение Грушвицу» Доброгосту, який зобов'язується платити від 1585 десятин культивованих угідь. У наступному 1566 році Грушвиця дістає право на розширення посівних земель за рахунок зрубаної діброви й «теребіжу» — тернових чагарників неподалік Грабника.

### XVI—XVII століття
Згідно з поборовими реєстрами Луцького повіту 1577 року, Грушвиця була власністю кількох панів. На той час село входило до складу Волинського воєводства Польщі. Того ж року засвідчена повінь, яка знищила греблі в «грушвицьких ставах». У 1585 році «Грушвиця» переходить у власність поміщиці Пацової. Вона, керуючись Литовським статутом, обмежувала селян у розвиткові ремесла, торгівлі.
Жителі села в 1594—1596 рр. брали участь у повстанні під проводом Северина Наливайка.
В роки визвольної війни українського народу під проводом Богдана Хмельницького у Грушвиці створили із селян повстанський загін, який успішно діяв в районі Рівне — Клевань. Грушвицькі повстанці зруйнували панський маєток у сусідньому селі Омеляні.
Коли селянсько-козацькі війська у грудні 1648 року залишили Рівненщину, на території Луцького повіту посилились репресії проти повсталих селян. Це позначилось на економічному стані села. Якщо 1629 року тут було 203 дими, то в 1649 р. їх стало 185, а в 1676 р. — 102.

### XVIII—XIX століття
З 1793 року «Грушвиця» та інші волинські поселення відходять до складу Російської держави. У 1809 році було побудовано дерев'яну римо-католицьку каплицю. 1851 року, після смерті власника М. Яловицького, Грушвиця була розділена між різними кредиторами. Напередодні реформи 1861 року в селі проживало 589 чоловік.
Довго очікувана реформа не принесла бажаних наслідків. Як свідчать викупні акти, землі налічувалось 4533 десятини. Селяни змогли викупити лише 1450 десятин, за які було нараховано 17 тис. крб викупу. В 1865 році 225 селянських господарств мали в своєму розпорядженні 528 десятин землі, а 6 поміщиків — 1175.

Грушвиця на мапі 1884 року

Під кінець XIX століття околицю Грушвиці заселять чеські, польські, німецькі колоністи. В результаті виникають нові поселення: Грушвиця Друга (Чеська), Дібрівка, Мартинівка, Середній Гай, Омелянщина. 1872 року тут проживало чеського населення значно більше, ніж у будь-якому тодішньому селі Рівненського повіту. Тоді ж створюється й німецьке поселення — колонія за 1,5 км на північ від села.
Примітка: назва Дібрівка є некоректною. Така назва в офіційних джерелах з'явилася після приходу совєтів у 1939 р. До того, та й зараз, місцеві жителі називали цю чеська колонію (нині — село) — Дубрівка. Поляки і чехи називали Дембровка. Дуб на польській мові звучить як «демб» — звідси й Дембровка (на російських картах 1884 р. ця місцева назва при перекладі з польської на російську спотворена на «Домбровка»). І дійсно, чехи заснували цю колонію на місці невеликого дубового гаю (про це є згадка в спогадах чехів). Після приїзду чехів на цю територію в другій половині XIX століття тут були дрімучі праліси, у яких чехам спочатку давали в оренду, а пізніше продали за пільговими цінами невеличкі ділянки цих лісів під розкорчовування для ріллі. На схід від Дубрівки ріс могутній грабовий ліс. Всі дерева цього лісу були вирізані радянськими солдатами у 1943 р., коли повертався фронт. Після цього залишились грабові чагарники по обидві сторони від шосе Рівне-Дубно. Зрізані граби були такі величезні, що на одному пеньку могли сісти четверо хлопчаків щоб грати в карти. Пізніше, в 60-х роках, ці лісочки (десь біля 100 га) були викорчувані і переорані під керівництвом тодішнього голови колгоспу Подранецького (в колгоспі розширювали кількість необлікованих гектарів, щоб можна було приписувати врожайність). До речі, ліс на Грабині в 50-ті роки також був такими ж грабовими чагарниками до 2 метрів висотою.
За даними 1885 року село Грушвиця належало до Дятковицької волості, нараховувало 86 дворів, 632 особи. Другий після Омеляни показник по волості із 27 сіл. Зазначалося, що в селі є православна церква, постоялий будинок, кузня та водяний млин.
За даними 1889 року село Грушвиця, волості Глинсько-Чешскої, нараховувало 106 дворів, 833 мешканців, серед яких 98 римо-католиків. Крім того, проживало 995 чехів, які мали римо-католицьку каплицю. У селі діяла церква Покрови Пресвятої Богородиці. Її побудували в 1766 році, і в ній зберігалися копії метричних книг з 1779 року.

### XX століття
Під час першої російської революції 1905—1907 рр. у селі спалахували заворушення сільськогосподарських робітників.
За переписом 1911 року в Грушвиці діяла Однокласна (діалект. одноклясова) школа, було 7 крамниць, горілчана крамниця, паровий млин (15,000 пудів річного помолу). До великої власності Богушевського належало 760 десятин, а до інших власників 306 десятин.
1913 року у селі діяла церковнопарафіяльна школа та відкрилася школа для дітей колоністів на 35 учнів. Ці дві школи охоплювали невелику кількість дітей села, у якому тоді жило 2072 особи.

#### 1918—1920 роки
У січні 1918 року розпочався перший період радянської окупації. Але вже в другій половині лютого 1918 року село зайняли німецькі війська. У грудні село перейшло під контроль армії УНР.
На початку червня 1919 року було відновлено радянську окупацію. У серпні 1919 року село окупували польські бойові частини. У липні 1920 року Грушвицю знову окупували більшовики.
У вересні 1920 року село знову перейшло до Польщі.

#### Просвіта

Зібрання «Просвіти»

Як засвідчують архівні документи, Рівненська «Просвіта» має тривалу і славну історію. Виникла вона в 1917 році і проіснувала до 1928 року, залишивши після себе сотні хат-читалень, драматичних гуртків, хорових колективів, чудових активістів.
За спогадами старожилів, Грушвицька «Просвіта» була заснована приблизно в 1927 році. Її засновниками були сільський фельдшер Андрій Обжелян і бухгалтер Роман Дмитришин. Старожили згадують, що поляки не переслідували членів «Просвіти», бо мета в них була благородна — культурне виховання молоді. Просвітяни збиралися в одному із сільських будинків, за оренду якого платили хазяїну. Так відомо, що однією із таких хат, була хата Романа Кисіля.
При товаристві була створена група «Відродження». До неї входили молоді хлопці, які не палили і не вживали спиртних напоїв.
Знайшлися в селі і талановиті співаки, яких Андрій Обжелян і Михайло Гаськевич зібрали й організували прекрасний хор. Хористи розучували українських пісень, гімн «Ще не вмерла Україна», «Боже, Великий і Єдиний», «Заповіт» Тараса Шевченка та багато інших. Особливо не любили поляки, якщо по селі лунав «Заповіт».
Члени «Просвіти» вели в селі просвітницьку роботу, а зокрема: ознайомлювали з історією України, культурою, літературою, читалися лекції, книги М. Старицького, М. Кропивницького, Б. Лепкого, та Івана Франка.
Душею «Просвіти» був драматичний гурток, у репертуарі якого було 16 п'єс. Керівником гуртка був Андрій Обжелян, а незмінним гримувальником і виконавцем «жидівських» ролей — Марко Копаниця.
Ось перелік п'єс, які ставилися з 1928 року аж по 1942 рік:
1. «Жидівка-вихрестка». Головні ролі виконували М. Копаниця і Г. Яськова.
2. «За двома зайцями» — Гаськевич Олена, Яремчук П., Кисіль В..
3. «Трьох до вибору».
4. «Дай серцю волю — заведе в неволю» — Л. Берецький, О. Гаськевич.
5. «Назар Стодоля» — А. Дячук, П. Горячек.
6. «Про що тирса шелестіла…».
7. «Мати-наймичка» — Т. Гаськевич.
8. «По ревізії» — П. Яремчук, О. Гаськевич, Н. Стецюк.
9. «Безталанна» — А. Дячук, Н. Степаницька, Й. Михальчук, Т. Гаськевич.
10. «За батька» — В. Кисіль, О. Гаськевич, І. Кравчук.
11. «Хмари» — О. Гаськевич, О. Серветник, М. Копаниця.
12. «Кума Марта» Шатковського — Т. Гаськевич, О. Серветник, Н. Стецюк.
13. «Ніч під Іван Купала» — О. Гаськевич, Т. Гаськевич, О. Серветник.
14. «Невольник» — К. Борисюк, Т. Гаськевич.
15. «Сватання на Гончарівці».
16. «За Україну». На цій п'єсі був присутнім сам автор п'єси — Віталій Юрченко.
Традицією стало — кожного року на свято Юрія, церковний хор, який складався переважно з членів «Просвіти», ішов до церкви в українських строях святити воду на урочищі «Городище».
Члени аматорського гуртка:
1. Обжелян Андрій — керівник
2. Мовчанець Михайло — суфлер
3. Копаниця Марко — гример і артист.
4. Гаськевич Леонід
5. Гаськевич Тетяна
6. Стецюк Надія
7. Горячек Пріська
8. Дячук Адам
9. Яремчук Пилип
10. Фурманюк Никанор
11. Борисюк Карпо
12. Кравчук Іван
13. Кисіль Васелина
14. Гаськевич Олена
15. Яськова Галина
16. Музичук Настя
17. Яковлюк Федір
18. Володько Леонід
19. Кисіль Василь
20. Михальчук Йосип
21. Серветник Олекса
22. Баранчук Микита
23. Музичук Арес

#### 1920—1939 роки
Згідно покажчика імен землевласників Волині у 1929 році власником земель у селі була Негребецька Антоніна.
Грушвиця здобула славу «червоного села», «більшовицького гнізда». В 1923 році тут було створено осередок КПЗУ, до якого входило 9 комуністів. На початку 30-х років у селі створюється підпільна комсомольська організація. В 1936 році польській охранці вдалося натрапити на слід організації. Почалися арешти. Був ув'язнений Ф. П. Кравчук. Він був засуджений до 6 років позбавлення волі. Після нього, в 1937—1938 рр., організацію очолювала Г. Кисіль. Активними комсомольцями були А. М. Денищук, Є. Т. Козійчук, О. 3. Сметанюк та інші.
Члени КПЗУ разом з комсомольцями розповсюджували нелегальну літературу. Намагаючись перешкодити зростанню революційних сил, поліція часто вдавалася до арештів і обшуків. У 1936—1938 рр. до судової відповідальності притягалися комуністи й комсомольці В. Козик, В. Копаниця, Л. І. Мовчанець, О. 3. Сметанюк. 1938 року на 5 років було ув'язнено комсомолку Є. Козійчук. А всього з 1932 по 1938 рік за приналежність до КПЗУ, комсомолу і МОДРу Західної України в Грушвиці були засуджені на строк від 5 до 10 років 34 чоловіки.

#### 1939—1941 роки
У вересні 1939 року Грушвиця разом з іншими західноукраїнськими землями була приєднана до Радянського Союзу. Були створені органи радянської влади, конфісковані і роздані селянам всі поміщицькі землі. Повернулися з в'язниць Ф. П. Кравчук, Є. Козійчук та інші.
Зразу після приходу більшовиків у великій залі чеської корчми (вона була через дорогу від того місця, де зараз стадіон) відбулися сільські збори. Було запропоновано обрати головою сільради А.Обжеляна, але він категорично відмовився. Вийшов на сцену і сказав приблизно таке: «Люди! За роки, відколи я прийшов в село, я заробив у вас цього кожуха, то візьміть його назад але я не буду служити совєтам!» Зняв кожуха і кинув його в зал. Поки кожух летів в зал, кружляючи у повітрі над головами людей, люди розступилися і кожух впав на підлогу серед зали. Обжеляна зразу схопили мгбісти, які організовували ці збори, і вивели з залу. Більше ніхто його не бачив і нічого про нього не чув. Андрій Обжелян не був корінним грушвичанином. Він з'явився в селі невдовзі, після Жовтневої революції в Росії. Мій батько, Денищук Федоть, дружив з ним але Обжелян ніколи не розповідав хто він і звідки. Він був дуже освіченою людиною. Почав лікувати людей як знахар. На лікування до нього з'їжджалися люди з усіх навколишніх сіл. Черга возів з прохачами розтягувалася на кілометр від хати, у якій він жив у приймах. За лікування він нічого не брав з людей.
Першим головою виконкому сільської Ради депутатів трудящих став колишній член КПЗУ Л. М. Володько. Ф. П. Кравчука обрали заступником голови виконкому Рівненської райради. Депутатом Народних Зборів Західної України жителі села обрали Р. А. Дмитришина.
Весною 1940 року в селі організували колгосп ім. 17 Вересня, у який об'єдналося 160 бідняцьких господарств. Незабаром колгосп став одним із передових у районі.
В селі після возз'єднання відкрилася середня школа. У школі створили комсомольську та піонерську організації. Запрацював сільський клуб з гуртками художньої самодіяльності. Почалися заняття на курсах ліквідації малописьменності і неписьменності. Активну участь у будівництві нового життя брала комсомольська організація, створена наприкінці 1939 року. Секретарем її був А. М. Денищук.

#### Друга світова війна
28 червня 1941 року Грушвиця була окупована нацистською Німеччиною.
Перший бій на території села відбувся на початку липня 1941 року. За спогадами жителів, група радянських військ виходила з оточення. В урочищі Трубельщина біля лісу зупинились на відпочинок. Тут вони були знищені німецькими автоматниками. Жителі села потай поховали загиблих, їх було 125.
Після війни на тому місці споруджено пам'ятник. На жаль, ніяких відомостей про загиблих воїнів немає.
Наприкінці 1941 року Ф. П. Кравчук налагодив зв'язки з підпільною організацією Т. Ф. Новака у Рівному, а невдовзі у Грушвиці створив підпільну комсомольську організацію, куди увійшло 12 чоловік, серед них односельці комсомольці М. П. Вакулюк, А. Д. та О. Д. Володько, Г. П. Дмитришина, Л. І. Мовчанець, А. А. та В. А. Серветник та інші.
Вони здійснювали різні диверсійні акти, збирали зброю та відомості розвідувального характеру. Влітку 1943 року молоді підпільники спільно зі своїми ровесниками із сусіднього села Дядьковичі під керівництвом одного з організаторів комуністичного підпілля в місті Рівне П. М. Мирющенка влаштували втечу 120 юнаків і дівчат, яких мали вислати на примусові роботи до Німеччини.
У вересні 1943 року на село раптово напали бандерівці. Було вбито 8 членів підпільної організації. Загинули Ф. П. Кравчук, М. Вакулюк, В., М. і Г. Володьки, Л. Мовчанець та інші прихильники комуністичного режиму.
У лютому 1944 року село відвоювали від нацистської неволі воїни 8-ї кавалерійської дивізії під командуванням полковника П. О. Хрустальова. Зразу ж відновила роботу сільська рада, яку очолив П. Яковлєв. У 1944 році від бандитських рук загинули комсомольці Г. П. Дмитришина, Є. Т. Козійчук, І. Ярмолюк та інші односельці.

#### Радянський період
Довідник 1947 року засвідчує село під назвою Грушвиця Перша з хутором Леонтіївка і Грушвиця Друга з хуторами Березина, Грабина, Омелянщина, Середній Гай, а село Дібрівка з хутором Мартинівкою трактує як окремо село з своєю сільською радою.
В 1949 році на території Грушвицької сільської ради було створено два колгоспи — ім. 17 Вересня (згодом — ім. Леніна) в Грушвиці Першій та ім. Енгельса в Грушвиці Другій. У травні 1951 року в селі створили первинну партійну організацію, секретарем якої обрали П. С. Вовченка.
В 1958 році колгоспи об'єдналися. Новостворене господарство назвали «Нове життя». Воно мало у своєму розпорядженні 4534 га землі, у тому числі 3562 га орної, 59 га сіножаті, 45 га садів і 285 га лісів. В 1958—1959 рр. село було повністю радіофіковане й електрифіковане. З 1960 року почала виходити два рази на місяць багатотиражна газета «Нове життя».
Колгосп «Нове життя» став багатогалузевим господарством. Він мав дві молочнотоварні ферми, дві свино- та вівцеферми.
27 червня 1965 року в селі відкрили обеліск комсомольцям-підпільникам.
В 1968—1970 роках було споруджено новий гараж, ремонтну майстерню, два чотирирядні корівники, кормовий цех, зерносклад. Особливо зміцнилося господарство за роки восьмої п'ятирічки. На кінець 1970 року колгоспне стадо нараховувало 2042 голови великої рогатої худоби, 1242 свиней, 800 овець. У колгоспі працювало 78 тракторів різних марок, 19 комбайнів, 24 автомашини та інша техніка.
За восьму п'ятирічку в селі збудовано 56 житлових будинків загальною площею 2240 кв. метрів, а за весь післявоєнний період — 302 будинки, газифіковано 120 будинків. У селі функціонували майстерня побутового обслуговування населення, сільмаг, лазня, 4 продовольчі магазини, відділення зв'язку, 3 фельдшерсько-акушерські пункти.
В 1970 році почала працювати нова двоповерхова середня школа, яка мала 14 класних кімнат, актовий зал, дві навчальні майстерні, спортзал, їдальню. На той час в ній здобували знання понад 300 учнів. Дітей навчали 30 учителів.
В селі знаходилися дві бібліотеки — сільська і шкільна, книжковий фонд яких становив понад 12 тис. примірників.
Партійна організація села нараховувала 64 комуністи.

### Незалежність

#### Позачергові вибори Президента України 2014
Село Грушвиця Перша ввійшла до 155 територіального виборчого округу, виборча дільниця 560675.
Кількість виборців внесених до списку — 717.
Кількість виборців, які взяли участь у голосуванні — 532 (74,2 %).
Результати голосування по дільниці:
|                               | Кількість | Відсоток |
| ----------------------------- | --------- | -------- |
| Порошенко Петро Олексійович   | 294       | 55,26    |
| Ляшко Олег Валерійович        | 102       | 19,17    |
| Тимошенко Юлія Володимирівна  | 59        | 11,09    |
| Гриценко Анатолій Степанович  | 19        | 3,57     |
| Богомолець Ольга Вадимівна    | 16        | 3,01     |
| Тягнибок Олег Ярославович     | 9         | 1,69     |
| Рабінович Вадим Зіновійович   | 8         | 1,50     |
| Тігіпко Сергій Леонідович     | 7         | 1,32     |
| Ярош Дмитро Анатолійович      | 4         | 0,75     |
| Маломуж Микола Григорович     | 3         | 0,56     |
| Симоненко Петро Миколайович   | 2         | 0,38     |
| Клименко Олександр Іванович   | 1         | 0,19     |
| Добкін Михайло Маркович       | 1         | 0,19     |
| Саранов Володимир Георгійович | 1         | 0,19     |
| Бойко Юрій Анатолійович       | 1         | 0,19     |
| Недійсні                      | 5         | 0,94     |
| Разом                         | 532       | 100,00   |

#### Позачергові вибори до Верховної Ради 2014
Село Грушвиця Перша ввійшла до 155 територіального виборчого округу, виборча дільниця 560675.
Кількість виборців внесених до списку — 711.
Кількість виборців, які взяли участь у голосуванні — 468 (65,8 %).
Результати голосування по дільниці:
| №  | Партія                                                      | Кількість голосів | Відсоток |
| -- | ----------------------------------------------------------- | ----------------- | -------- |
| 1  | Радикальна партія Олега Ляшка                               | 53                | 11,34    |
| 2  | Солідарність жінок України                                  | 0                 | 0,00     |
| 3  | Інтернет партія України                                     | 1                 | 0,21     |
| 4  | Опозиційний блок                                            | 13                | 2,78     |
| 5  | Народний фронт                                              | 118               | 25,21    |
| 6  | 5.10                                                        | 0                 | 0,00     |
| 7  | Всеукраїнське аграрне об'єднання «Заступ»                   | 7                 | 1,50     |
| 8  | Відродження                                                 | 0                 | 0,00     |
| 9  | Нова політика                                               | 0                 | 0,00     |
| 10 | Єдина країна                                                | 1                 | 0,21     |
| 11 | Сила людей                                                  | 0                 | 0,00     |
| 12 | Всеукраїнське об'єднання «Свобода»                          | 28                | 5,98     |
| 13 | Національна демократична партія України                     | 1                 | 0,21     |
| 14 | Комуністична партія України                                 | 14                | 2,99     |
| 15 | Об'єднання «Самопоміч»                                      | 44                | 9,40     |
| 16 | Всеукраїнське політичне об'єднання «Україна — єдина країна» | 0                 | 0,00     |
| 17 | Правий сектор                                               | 15                | 3,21     |
| 18 | Україна майбутнього                                         | 0                 | 0,00     |
| 19 | Ліберальна партія України                                   | 0                 | 0,00     |
| 20 | Партія зелених України                                      | 1                 | 0,21     |
| 21 | Українська партія «Зелена планета»                          | 1                 | 0,21     |
| 22 | Блок Петра Порошенка                                        | 130               | 27,78    |
| 23 | Сила і честь                                                | 0                 | 0,00     |
| 24 | Конгрес українських націоналістів                           | 1                 | 0,21     |
| 25 | Сильна Україна                                              | 2                 | 0,43     |
| 26 | Всеукраїнське об'єднання «Батьківщина»                      | 20                | 4,27     |
| 27 | Громадянська позиція (Анатолій Гриценко)                    | 9                 | 1,92     |
| 28 | Блок лівих сил України                                      | 0                 | 0,00     |
| 29 | Громадянський рух України                                   | 1                 | 0,21     |
|    | Недійсні                                                    | 8                 | 1,71     |
|    | Разом                                                       | 468               | 100,00   |

## Географія

### Фізико-географічне районування
Положення території с. Грушвиця в системі фізико-географічного районування:
- Східноєвропейська рівнинна країна
  - Лісостепова зона
    - Західноукраїнський лісостеповий край (провінція)
      - Волинська височинна область (Волинське Опілля)

### Розташування села
Село Грушвиця Перша межує з такими населеними пунктами:
Поблизу села знаходяться:
- «Марковський ліс» (посаджений в 60-ті роки XX століття школярами Грушвицької СШ);
- ліс «Ляхівщина» (частково посаджений на місці пралісу за Польщі в 30-х роках XX століття);
- ліс «Трубельщина» (залишок пралісу);
- «Шпаківський ліс» (залишок пралісу)
- ліс «Варківщина» (залишок пралісу);
- ліс «Жорнівщина» (залишок пралісу);
- «Мартинівський ліс» (сосни посаджені за Польщі в 30-х роках XX століття).

На території села розташовані піщаний та крейдяний кар'єри.

### Ґрунти
На території села переважають чорноземи опідзолені та чорноземи типові, слабогумусовані, що сформувалися під степовою і лучно-степовою рослинністю. На території навколо села найчастіше зустрічаються темно-сірі опідзолені та сірі опідзолені ґрунти, які сформувалися головним чином під широколистяними лісами. Також зустрічають дерново-шаруваті та ясно-сірі опідзолені ґрунти. В долині річки Гнилушки зустрічаються лучні ґрунти.
Сучасний стан ґрунтів навколо села значно погіршується. Це пов'язане із використанням мінеральних добрив та хімічних засобів захисту рослин. Насамперед, мова йде про так зване нітратне забруднення ґрунтів. Також серед негативних процесів помітно позначаються на ґрунтовому покриві території навколо Грушвиці їхня дегуміфікація, підкислення, забруднення важкими металами, зменшення рухомих форм поживних речовин.

### Клімат
Грушвиця Перша розташована в помірному кліматичному поясі, Атлантико-континентальній кліматичній області. Територія села розташована в межах вологої, помірно теплої агрокліматичної зони.
Середньорічна температура повітря — 8,2 °C. Найтепліший місяць — липень, середня температура 20,2 °C. Найхолодніший — січень, середня температура −4,6 °C. Абсолютний максимум 35,1 °C (16.08.2008). Абсолютний мінімум −31,4 °C (03.02.2012).
Середньорічний атмосферний тиск — 741,5 (мм рт. ст.).
Абсолютний максимум — 764,2 (мм рт. ст.) (23.01.2006). Абсолютний мінімум — 714,9 (мм рт. ст.) (15.03.2013). Середня вологість 78 %.
Переважають західні та південно-східні вітри. Середньорічна швидкість вітру становить 3,7 м/с. Середньомісячна швидкість вітру коливається від 4,5 м/с у січні до 3,0 м/с у липні. Максимальні значення пориву вітру становлять 19—22 м/с.
Середньорічна кількість опадів становить 636,4 мм. Середньомісячна кількість опадів коливається від 29,2 мм в лютому до 95,2 мм в липні. Максимальна кількість опадів випала 17.07.2006 — 55,0 мм за 12 год.
Середня висота снігового покриву 8,3 см. Максимум припадає на лютий — 10,6 см. Абсолютне значення висоти снігового покриву зафіксоване 7 лютого 2012 року — 34,0 см. Найраніша дата наявності снігового покриву 4 листопада (2006, 2009), найпізніша — 11 квітня (2013).
Діапазон спостережень 01.01.2006 — 31.12.2014.
| Клімат Грушвиця Перша   | Клімат Грушвиця Перша | Клімат Грушвиця Перша | Клімат Грушвиця Перша | Клімат Грушвиця Перша | Клімат Грушвиця Перша | Клімат Грушвиця Перша | Клімат Грушвиця Перша | Клімат Грушвиця Перша | Клімат Грушвиця Перша | Клімат Грушвиця Перша | Клімат Грушвиця Перша | Клімат Грушвиця Перша | Клімат Грушвиця Перша | Клімат Грушвиця Перша |
| Температура             | Температура           | Температура           | Температура           | Температура           | Температура           | Температура           | Температура           | Температура           | Температура           | Температура           | Температура           | Температура           | Температура           | Температура           |
| Місяць                  | Січ                   | Лют                   | Бер                   | Кві                   | Тра                   | Чер                   | Лип                   | Сер                   | Вер                   | Жов                   | Лис                   | Гру                   |                       |                       |
| ----------------------- | --------------------- | --------------------- | --------------------- | --------------------- | --------------------- | --------------------- | --------------------- | --------------------- | --------------------- | --------------------- | --------------------- | --------------------- | --------------------- | --------------------- |
| Абсолютний максимум, °C | 10,3                  | 14,2                  | 21,1                  | 29,9                  | 31,2                  | 31,7                  | 34,3                  | 35,1                  | 33,0                  | 25,1                  | 20,8                  | 12,8                  |                       | 35,1                  |
| Середня температура, °C | -4,6                  | -3,6                  | 1,8                   | 9,3                   | 15,1                  | 18,1                  | 20,2                  | 19,1                  | 13,8                  | 8,1                   | 3,6                   | -1,6                  |                       | 8,2                   |
| Абсолютний мінімум, °C  | -31,0                 | -31,4                 | -19,3                 | -4,4                  | -3,2                  | 4,3                   | 8,8                   | 5,5                   | -0,1                  | -8,1                  | -15,1                 | -23,5                 |                       | -31,4                 |
| Кількість опадів        |                       |                       |                       |                       |                       |                       |                       |                       |                       |                       |                       |                       |                       |                       |
| Місяць                  | Січ                   | Лют                   | Бер                   | Кві                   | Тра                   | Чер                   | Лип                   | Сер                   | Вер                   | Жов                   | Лис                   | Гру                   |                       | Всього                |
| Норма опадів, мм        | 36,6                  | 29,2                  | 38,7                  | 38,0                  | 71,4                  | 78,8                  | 95,2                  | 84,2                  | 51,2                  | 40,7                  | 31,0                  | 41,6                  |                       | 636,4                 |

### Водні об'єкти
Через село протікає річка Гнилушка (Стубелка), яка впадає в Стублу поблизу Заріцька. Довжина річки складає 12 кілометрів. На території села є став площею 11,2 га, який орендується приватним рибним господарством.

### Природоохоронні об'єкти
Неподалік села знаходиться етимологічний заказник місцевого значення Грушвицький площею 10 гектарів лісового масиву. Створений рішенням Рівненського облвиконкому № 343 від 22.11.1983 р.
На схилах зростає багате фіторізноманіття. Тут відмічені такі види як куничник наземний, люцерна лежача, відкасник Біберштейна, жовтозілля еруколисте, зіновать руська, парило звичайне, бедринець ломикаменевий, звіробій звичайний, молочай кипарисоподібний, подорожник великий, середній та ланцетолистий, волошки рейнська та скабіозовидна, золотушник звичайний, дивина чорна, материнка звичайна, фіалка дивна та інші види рослин. У неглибоких балочках, що «розрізають» схили, проведене заліснення, в основному дубом північним. Тут, крім дуба північного, ростуть й інші види дерев — осика, сосна, липа, верба козяча. В ярусі підліску росте терен колючий, насаджена хеномелес японська, які рясно плодоносять.
Це місце гніздування багатьох видів птахів, зокрема, дятла звичайного, кропив'янки чорноголової, вільшанки, дрозда співочого, шпака звичайного, зяблика.
Із ссавців трапляються заєць сірий, кріт європейський, іноді заходить сарна європейська.
З комах відмічені цвіркун польовий, коник сірий лісовий, ковалик сірий, осадець Егерія, трапляється махаон (Червона книга України).

### Іменовані місця
| - Берег — пасовисько неподалік річкової греблі; - Березина — колишній чеський хутір при березовому гаю; - Варківщина — ліс під селом Варковичі; - Гайок — куток при гаю; - Городище — староруська прирічкова фортеця на однойменній висоті, де зараз могильний обеліск; - Грабина — колишня чеська колонія неподалік грабового лісу; - До криниці — лужок біля джерельної кринички; - До Семигран — поле в напрямку хутора Семиграни; - Дубина — ґрунти в напрямку Омеляни — колишня церковна земля з рідко дуб'ям; - Займища — старовинні орні ґрунти, отримані правом «першого» зайняття; - Єндульське поле — колишня маєтність колоніста Єндульського; - Кар'єр — висотний запуст із покладами глини; - Клята — луг з колишньою драговиною; - Колонія — поле, де мали осаду німецькі колоністи; - Коло ставу — луги неподалік ставка; - Кремінь — поле, всіяне кременем; | - Липки — старовинне урочище з липовим гаєм; - Лип'яни — куток в урочищі Липи; - Лиса гора — пагорб на вершині якого виступають крейдяні поклади; - Ляхівщина — гаї на ляхах — поздовжніх висотах; - Маковиця — лісок, де ніби дерева мали вигляд маківок; - Марковська гора — висота на маєтності Марковського; - Нагребеччина — поле колишнього пана Нагребецького; - Обочани — дільниця «збоку» села; - Пожарна, або Катівня — місце, де ніби карали бунтівників; - Поруб — культивовані ґрунти на місці зрубаного лісу; - Придатки — додаткові наділи землі; - Середній Гай — вулиця на місці однойменного хутора. - Теребельщина — нива під Дядьковичами в урочищі Тереби, що на місці «витереблених» чагарників; - Томашевщина — земля, що належала Томашевському; - Яловичина — орний ґрунт на місці лісу, що належав багатію Яловицькому; - Янівка — чеська колонія. |

### Перелік вулиць
- вулиця Гагаріна
- вулиця Гайова
- вулиця Лип'янська
- вулиця Зелена
- вулиця Зої Космодем'янської
- вулиця Квітнева
- вулиця Лесі Українки
- вулиця Нова
- вулиця Першотравнева
- вулиця Радянська
- вулиця Федора Кравчука
- вулиця Хутірська
- вулиця Шкільна
- вулиця Дворецька
- провулок Дружби

## Населення

### Рідна мова
Розподіл населення за рідною мовою згідно перепису 2001 року:
| Мова       | Кількість осіб | Відсоток |
| ---------- | -------------- | -------- |
| Українська | 934            | 99,36 %  |
| Російська  | 5              | 0,53 %   |
| Словацька  | 1              | 0,11 %   |
| Разом      | 940            | 100,00 % |

## Освіта

### Грушвицький дошкільний навчальний заклад
Був відкритий 1985 року. У закладі навчається і виховується 35 дітей, функціонує дві різновікові групи.
Керівник — Матвіїва Марія Василівна.
Вихователі:
- Гук Оксана Анатоліївна
- Дзюба Любов Андріївна
- Уляніна Лариса Василівна

Персонал:
- Кардаш Світлана
- Курко Вікторія
- Рубша Марія

### Грушвицька загальноосвітня школа І—III ступенів
У часи Російської імперії в селі діяла церковнопарафіяльна школа. За часи перебування Грушвиці в складі Польщі функціонувала польська школа. У 1939 році з приходом Радянської влади в селі була відкрита середня школа з українською мовою викладання. Тривалий час через відсутність навчально–методичної бази функціонувала, як неповна середня. Перший випуск з врученням атестатів про середню освіту школа здійснила у 1959 році.
У 1968 році школі присвоєно ім'я Федора Кравчука — керівника підпільної комсомольської організації, яка діяла в селі в роки німецько-фашистської окупації. У 1970 році школа почала працювати в новому приміщенні на 560 учнівських місць, збудована на кошти колгоспу «Нове життя» будівельниками ПМК-207 тресту «Рівнесільбуд». В школі обладнано 17 класів і кабінетів, столярну і слюсарну майстерні, спортзал, їдальню.
Кількість учнів 124. Кількість персоналу — 40 осіб. Кількість приміщень — 36. Кількість класів 11.
Директор — Ярослав Олексадрович Ткачук.
Заступник директора з навчальної роботи — Людмила Володимирівна Русило.
Заступник директора з виховної роботи — Тетяна Дмитрівна Ніжник.
Педагогічний колектив:
- Гнатишина Ольга Василівна — вчитель групи продовженого дня
- Гузлай (Шолота) Інна Улянівна — вчитель біології
- Гузлай Світлана Миколаївна — вчитель початкових класів
- Дрозд (Рубша) Наталія Віталіївна — вчитель групи продовженого дня
- Євчук (Кресан) Оксана Володимирівна — вчитель історії
- Кривко Ірина Григоріївна — вчитель української мови
- Кучер Сергій Миколайович — вчитель фізичної культури
- Левченко (Скуридіна) Ірина Миколаївна — вчитель початкових класів
- Михальчина (Герасимчук) Ірина Володимирівна — вчитель хімії та географії
- Ніжник (Куліш) Альона Володимирівна — вчитель англійської мови та історії
- Ніжник (Ковалець) Тетяна Дмитрівна — вчитель інформатики та історії
- Русило (Пащук) Людмила Володимирівна — вчитель англійської мови
- Свінтозельська Оксана Анатоліївна — психолог
- Сергійчук (Мельник) Лариса Михайлівна — вчитель світової літератури та російської мови
- Степанчук (Киц) Оксана В'ячеславівна — педагог організатор
- Степанюк Валентин Анатолійович — вчитель фізики, креслення, трудового навчання та ДПЮ
- Степанюк Катерина Іванівна — вчитель математики
- Супрунюк (Яцюк) Світлана Валилівна — вчитель української мови
- Ткачук Марія Володимирівна — вчитель початкових класів
- Ткачук Ярослав Олексадрович — вчитель математики
- Уляніна (Блажко) Лариса Василівна — вчитель малювання та музики
- Ференц (Скуридіна) Тетяна Миколаївна — вчитель початкових класів

Випускники: за майже півстоліття історії школи у 2017 році у випускному класі єдиною ученицею була Оксана Зінчук.

## Культура

### Будинок Культури
Завідувачка — Кучер Марія Володимирівна
Художній керівник — Гук Оксана Анатоліївна

### Бібліотеки
селі функціонує дві бібліотеки — сільська та шкільна.

### Пам'ятники, могили
- Пам'ятник загиблим односельчанам
- Пам'ятник Невідомому солдату
- Обеліск комсомольцям-підпільникам
- дві могили невідомого солдата

## Медицина
В Грушвиці Першій функціонує фельдшерсько-акушерський пункт.
Медичний заклад побудований в 1989 році на кошти колгоспу «Нове життя» будівельниками ПМК-207 тресту «Рівнесільбуд».
В медичному закладі обладнано п'ять кабінетів:
- Приймальня
- Кабінет оглядовий
- Кабінет маніпуляцій
- Кабінет профщеплень
- Кабінет акушерсько–гінекологічний

ФАП обслуговує 846 жителів села.

## Економіка
- АЗС Лукойл № 18-04. Керівник — Сакович О. В.[26].
- Грушвицька сільська експлуатаційна дільниця ПАТ «Рівнеобленерго» (в минулому «АЕС Рівнеенерго»)
- Фермерське господарство «Переможець». Керівник — Зайко Костянтин Сергійович. Вирощування зернових та технічних культур[27].
- Приватний підприємець Чернюк О. Л.
- Приватний підприємець Войтович В. І.
- Приватне рибне господарство, що орендує сільський став.
- Магазин «Скарб»
- Магазин «Ера»
- Магазин «Темп»
- Магазин «Білочка»

## Релігія
На селі знаходяться три християнські храми:
- Церква Покрови Пресвятої Богородиці (в минулому костел святого Вацлава) — Українська православна церква Київського патріархату.
- Церква Покрови Пресвятої Богородиці — Українська православна церква (Московський патріархат).
- Дім молитви — Помісна Церква Християн Віри Євангельської П'ятидесятників.

У селі зареєстровано дві релігійні громади:
- Релігійна громада Української православної церкви — Київський патріархат Свято-покровської парафії Рівненської єпархії с. Грушвиця перша Рівненського району
- Релігійна громада Свято-покровської парафії Рівненської єпархії Української православної церкви с. Грушвиця перша Рівненського району

## Пам'ятки
У Грушвиці був напівзруйнований Римо-католицький костел, який перебудований грушвицькою громадою під церкву УПЦ КП.

### Римо-католицький костел Святого Вацлава
Село Грушвиця (Українська) у давнину належало польським землевласникам, поміщикам, кредиторам та орендарям. Поселилися тут і декілька сімей поляків-римо-католиків. У 1756 році Яном Непомуком Камієньським побудована римо-католицька капличка, у селі була православна церква, побудована у 1766 році. У 1809 році було збудовано нову капличку — Мікулашом Єловіським, а у 1852 її добудовано Яном Томашевічем. Всі вони були польськими шляхтичами.
У 80-х роках XIX століття на околицях Грушвиці оселилися чеські колоністи, які заснували Грушвицю Чеську. Грушвицькі чехи були православні, або прийняли православ'я з метою дістати в оренду чи закупити кращі землі. Чехи, що оселилися у селі Мартинівка та сусідній Янівці були римо-католицького віросповідання.
На основі угоди між католицьким єпископом з Луцька та Оломоуца /Чехія/ у Грушвицю поступово направляли римо-католицьких священників з Чехії. Це були Клемент Журек, Йозеф Стршиж та Одрей Кршенек, які були ініціаторами та пропагандистами побудови нового костела. Але від 1925 року було заборонено служити у костелах священикам іншого ніж польського походження, національності, громадянства. Часто до Грушвиці і околиць, де жили чехи, приходили чеські монахи-місіонери, які підтримували у чехів національну свідомість, дух, мову, вчили людей співати церковні літургійні пісні на чеській мові. У Мартинівці діяв театральний колектив, хор та духовий оркестр.
Від 1 вересня 1927 року у каплиці служив священник П. Ядчик, у його будинку проходом жив музикант-органіст, який грав на органах під час літургії у костелах. Він навчив чеського хлопця Станіслава Бачу з Мартинівки грати літургійні мелодії. В тому ж році у Грушвиці було засновано римо-католицьку парафію /приход/, до якого належали Дубрівка, Дядьковичі, колонія Дядьковичі, Грушвиця Чеська, колонія Янівка, Чеська Янівка, Кардаш, Мартинівка, Малий Шпаків, Новосілки, Плоска, Покоси, Середній Гай — разом 1200 католиків чехів та поляків, з яких майже 90 % були чехи. У селі було засновано «Комітет для побудови костелу у Грушвиці», у якому були представлені всі згадані села. Було оголошено збір коштів на побудову костела на місці, де перед тим стояли згадані каплиці. Були дві форми придбання грошей: добровільного податку у розмірі 2 золотих рублів із землі та 5 рублів із будинку. Другий спосіб був у формі добровільних збірок. На початок будівництва було зібрано 18000 польських золотих.
Побудова костелу почалася 2 липня 1928 року, її здійснювали майстри зі Школи мулярських учнів міста Кременця. Пособними помічниками, копачами, їздовими були чехи з околиць Грушвиці. Через рік, 6 жовтня 1929 року, було освячено наріжний фундаментальний камінь з протоколом про побудову, який було укладено на розі великого вівтаря. В часи світової економічної кризи робота на будівництві сповільнилася, але 18 серпня 1930 року побудову було закінчено на загальну суму 60000 польських злотих, які пожертвували віруючі парафії.
28 вересня 1930 року на день Святого Вацлава костел було освячено єпископом Адольфом Селажським і присвячено визначному чеському королю Вацлаву.
Найбільші заслуги при побудові і оснащенні костелу мали: Владімір Влк з Грушвиці, який дав матеріал на виготовлення вхідних дверей і оплатив роботу, Густав та Алойза Бачові дали гроші на виготовлення всіх 12 великих вікон, Ян Міла закупив великий дзвін, а дядьковицькі вірники придбали до костелу гармоніум-органи /дзвін та органи прихожани взяли з собою у Чехію в 1947 році/. Брат священика Ядчика намалював для костелу великий портрет Святого Вацлава. Місцевий лісничий дав вірникам кошик молодих деревцят смерека, які було посаджено навколо костелу.
На освячення з'їхалося дуже багато чехів і поляків з цілої околиці, було чимало й українців. По літургії люди розходилися по домівках, де були багаті гостини. Молодь і молоді родини сходилися до корчми, а ввечері в клубі були танці. Престольний празник (розуісепі, роиі) 8 вересня завжди достойно і весело відзначався. Чехи завжди достойно святкували християнські і державні свята.
Коли у 1938 році ксьондз Вішневскі виїхав з Грушвиці, на його місце прийшов старший священник Николай Урод, який у 1942 році помер у Рівному, де і похований. На його місце було призначено Людвіка Вареховского, який мусив втекти з села перед приходом бандерівців, вони спалили парафіяльний будинок, розібрали господарські будівлі а костел значно пошкодили.
З того часу у костелі не звучав мелодійний звук органу, ніколи там більше не служили літургію. Місцеві жителі рознесли по домівках все, що могло згодитися в господарстві. В часи колективізації об'єкт служив за колгоспну комору — склад зерна.

## Сучасність
13 жовтня 2013 року архієпископ Рівненський і Острозький Київського Патріархату Іларіон звершив чин освячення храму на честь Покрови Пресвятої Богородиці.

## Відомі люди
- Янковський Казимир Станіславович (нар. 23 жовтня 1904, Грушвиця, Російська імперія — пом. 1940, Катинь, Російська імперія) — польський лейтенант, командир роти, випускник школи для унтер-офіцерів в польському місті Бидгощ[29].
- Янчарскі Чеслав (нар. 2 вересня 1911, Грушвиця, Російська імперія — пом. 19 травня 1971, Варшава, Польща) — польський поет, автор творів для дітей. Твори Янчарського перекладені на болгарську, вірменську, словацьку, латвійську, румунську, голландську, сербсько-хорватську, німецьку та французьку мови[30].
- Денищук Олександр Сергійович (нар. 3 березня 1948, Грушвиця Перша, УРСР) — український письменник, автор праць «Книга Пам'яті і Слави Волині», «Боротьба УПА проти німецьких окупантів» та ін.
- Лустюк Микола Григорович (нар. 19 квітня 1948, Грушвиця, УРСР — пом. 31 грудня 2013, Рівне, Україна) — депутат Рівненської обласної ради, засновник та директор Рівненської філії Європейського університету[31].
- Свінтозельський Микола Іванович (нар. 17 червня 1950, Верба, УРСР) — голова Рівненської районної ради 5-го скликання, проживав та працював в селі протягом 1982—1985 років[32].
- Супрунюк Юрій Павлович (нар. 20 червня 1966, Рівне, УРСР) — генеральний директор ТзОВ «УкрТехноФос», депутат Рівненської обласної ради 6-го скликання, родом із Грушвиці та нині проживає в селі[33].
- Стасюк Роман Павлович (нар. 6 березня 1976, Адамівка, Гайсинський район, УРСР) — директор ТОВ «АРМ-ЕКО», кандидат в народні депутати України на позачергових виборах народних депутатів України 26 жовтня 2014 року, нині проживає в селі[34].

## Галерея

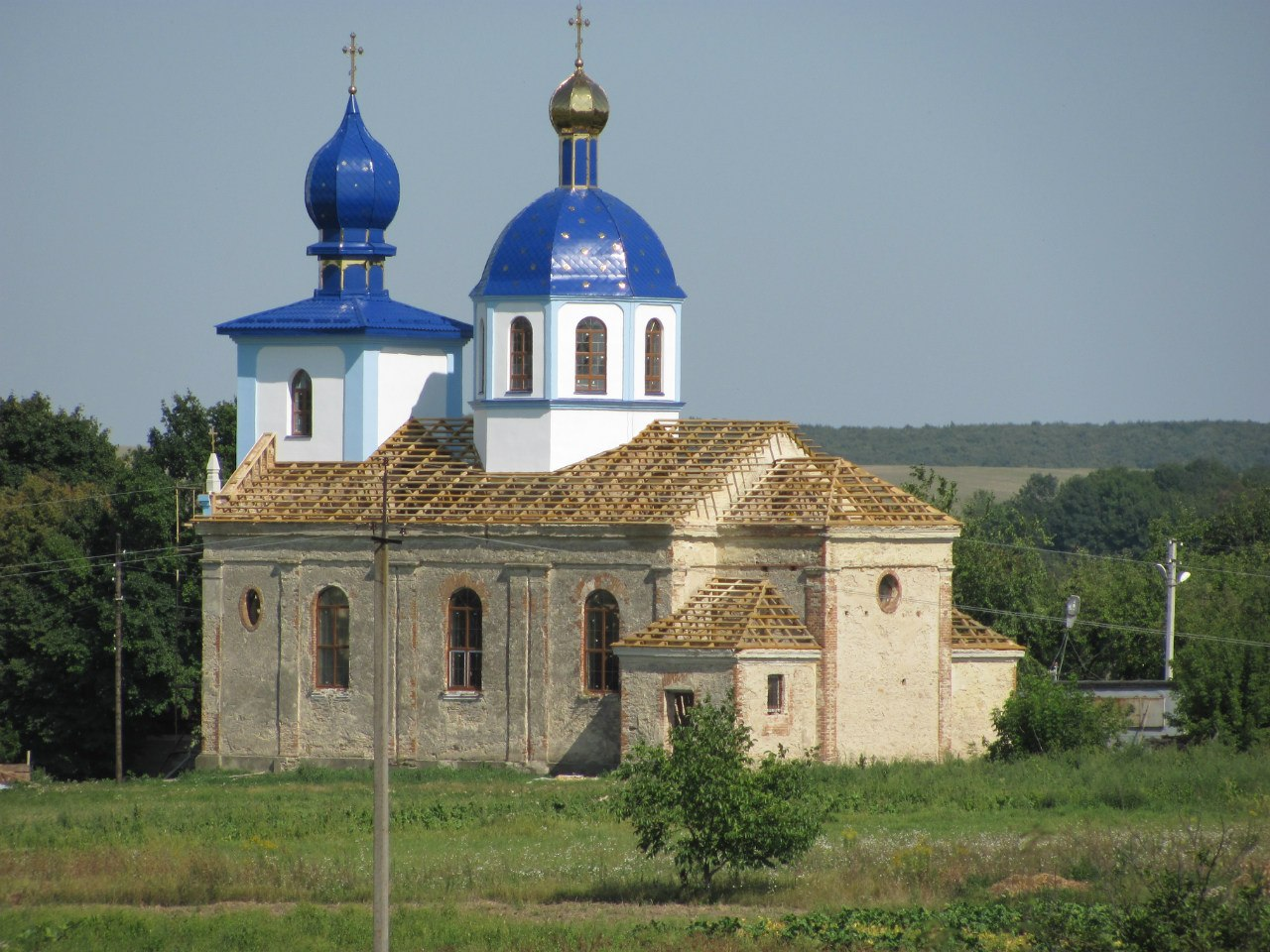
Церква Покрови Пресвятої Богородиці УПЦ КП
Церква Покрови Пресвятої Богородиці УПЦ (МП)

## Цікаві факти
- 13 квітня 2005 року поблизу села Грушвиці потрапив в ДТП Руслан Дричак, відомий в Рівному своїми незаконними валютними операціями. На той момент, за свідченням дружини потерпілого, у машині знаходилося 2,5 мільйона гривень, які після аварії розлетілися придорожньою смугою. Міліція на місці ДТП назбирала лише 971 тисячу гривень, доля решти грошей невідома[35].